# Rhamphomyia impedita
Rhamphomyia impedita är en tvåvingeart som beskrevs av Friedrich Hermann Loew 1862. Rhamphomyia impedita ingår i släktet Rhamphomyia och familjen dansflugor. Inga underarter finns listade i Catalogue of Life.